# The Pony Express Rider (film 1916)
The Pony Express Rider è un cortometraggio muto del 1916 scritto, diretto e interpretato da Tom Mix. Di genere western, il film, prodotto dalla Selig, aveva come altri interpreti Victoria Forde, Sid Jordan, Joe Ryan, Pat Chrisman.

## Produzione
Il film, prodotto dalla Selig Polyscope Company, venne girato a Prescott, in Arizona.

## Distribuzione
Distribuito dalla General Film Company, il film - un cortometraggio in tre bobine - uscì nelle sale cinematografiche statunitensi il 23 settembre 1916 dopo una prima che si era tenuta l'11 settembre.